# Pycnotrichidae
Famille
Synonymes
- Infundibuloriidae
- Miniziellidae
- Muniziellidae
- Nicollellidae Chatton et Pérard, 1919
- Pycnothricidae
- Pycnotrichida

Les Pycnotrichidae sont une famille de Ciliés de la classe des Kinetofragminophora et de l’ordre des Trichostomatida.

## Étymologie
Le nom de la famille vient du genre type Pycnothrix, dérivé du grec ancien πυκνός / puknos, « épais », et θριξ / thrix, « poil, cheveu ».

## Description
Les Pycnotrichidae ont une taille, petite à grande (< 80 μm à > 200 μm) ; une forme, ovoïde. Ils nagent librement. Leur ciliation somatique est uniforme (holotriche) et dense. Le cortex est épais, jusqu'à trois couches. Ils n’ont pas de vacuole concrétionnelle. La cavité buccale est un long sillon vestibulaire d'au moins la moitié de la longueur du corps, bordé par des extensions de ciliations somatiques. Le cytostome peut être dans une position sous-équatoriale, postérieure ou dorsale, selon la longueur et l'orientation du vestibule. Le macronoyau est globuleux à ellipsoïde. Micronoyau et vacuole contractile sont présents, ces dernières parfois avec des canaux collecteurs. Un cytoprocte est observé
.

### GenreNicollella
Nicollella a une forme allongée, avec un pôle antérieur gros et arrondi, défini par la présence d’une gouttière pré-orale. L’extrémité postérieure est plus effilée, bilobée, marquée par l’orifice excréteur de la vacuole pulsatile. La face ventrale est aplatie, parcourue par la gouttière pré-orale, étroite, qui aboutit à la bouche ; celle-ci est située au milieu de la face ventrale, vers l’équateur du corps, et est continuée par un court cytopharynx. La ciliation du corps est complète, de type holotriche.
L’ectoplasme forme une épaisse calotte au pôle antérieur du corps. L’endoplasme est rempli d’inclusions alimentaires et de grosses vacuoles. Le macronucleus est gros et ellipsoïdal, avec un micronucleus plus ou moins enclavé dedans. Les dimensions de cette espèce atteignent 550 µm de longueur sur 150 µm de diamètre.
Cette espèce a pour habitat le cæcum du gundi ( Ctenodactylus gundi Pallas), rongeur du Sud Tunisien.

### GenreCollinella
LCollinella mesure jusqu’à 600 µm de long sur 100 µm de large. Il a un pôle antérieur arrondi et un pôle postérieur aigu. La bouche, située au pôle postérieur, un peu déjetée vers la gauche, est ouverte vers l’arrière et placée à l’extrémité d’une gouttière préorale venant du pôle antérieur du corps. La vacuole pulsatile est située au pôle postérieur, en avant de la bouche. La ciliature est identique à celle de Nicollella ctenodactyli, mais l’ectoplasme est plus mince et l’endoplasme moins vacuolaire que chez cette dernière espèce. Son habitat est le même que le celui de Nicollella.

## Habitat
Les Pycnotrichidae vivent dans les habitats terrestres, ou en tant qu'endocommensaux chez divers vertébrés herbivores, y compris les poissons, les gundis, les damans, les capybaras, les chameaux, les bovins, les buffles d'eau et le singe araignée.

## Liste des genres
Selon GBIF (18 juin 2023) :
- Buxtonella Jameson, 1926
- Collinina Chatton & Pérard, 1924
  - Genre synonyme : Collinella Chatton & Pérard, 1919
- Infundibulorium
- Muniziella Fonseca, 1939
- Nicollella Chatton & Pérard, 1919
- Pycnothrix Schubotz, 1908 genre type
  - Espèce type : Pycnothrix monocystoides Schubotz, 1908
- Taliaferria Hegner & Rees, 1933

Selon Lynn (2008) :
- Buxtonella Jameson, 1926 : Incertae sedis dans la famille des Pycnotrichidae
- Infundibulorium Bozhenko, 1925
- Microcetella Aescht, 2001 : Incertae sedis dans l'ordre des Vestibuliferida
- Muniziella da Fonseca, 1939
- Nicollella Chatton & Pérard, 1919
- Pycnothrix Schubotz, 1909
- Taliaferria Hegner & Rees, 1933
- Vestibulongum Grim, 1988

## Systématique
Le nom valide de ce taxon est Pycnotrichidae Poche, 1913.